# Danuta Grzywaczewska
Danuta Anna Grzywaczewska (ur. 13 lipca 1933 w Gdyni) – polska polityk, posłanka na Sejm PRL IX kadencji.

## Życiorys
Ukończyła studia na Politechnice Gdańskiej (1955) i na Uniwersytecie Mikołaja Kopernika w Toruniu (1969), a w 1974 uzyskała tytuł naukowy doktora nauk chemicznych. Bezpośrednio po studiach podjęła pracę zawodową w Tarnowskich Górach, początkowo w Zakładach Chemicznych, potem w Fabryce Sprzętu Ratunkowego i Lamp Górniczych „Faser” S.A., gdzie m.in. kierowała laboratorium centralnym.
W 1964 wstąpiła do Polskiej Zjednoczonej Partii Robotniczej, zasiadała w Miejskim Komitecie partii w Tarnowskich Górach. Była też m.in. członkinią Wojewódzkiej Komisji Kontroli Partyjnej w Katowicach. Działała w Lidze Kobiet, Związku Harcerstwa Polskiego i Związku Młodzieży Polskiej. 
W 1985 uzyskała mandat posłanki na Sejm PRL IX kadencji w okręgu Bytom z ramienia Polskiej Zjednoczonej Partii Robotniczej. Zasiadała w Komisji Nauki i Postępu Technicznego oraz w Komisji Nadzwyczajnej do rozpatrzenia projektu ustawy Prawo o stowarzyszeniach i projektów ustaw dotyczących związków zawodowych.
Otrzymała Srebrny Krzyż Zasługi i Odznakę Honorowego Ratownika Górniczego.
Zamężna, ma dwoje dzieci.